# OR51T1
OR51T1 (англ. Olfactory receptor family 51 subfamily T member 1) – білок, який кодується однойменним геном, розташованим у людей на короткому плечі 11-ї хромосоми. Довжина поліпептидного ланцюга білка становить 327 амінокислот, а молекулярна маса — 36 998.
| 10         |  | 20         |  | 30         |  | 40         |  | 50         |
| ---------- |  | ---------- |  | ---------- |  | ---------- |  | ---------- |
| MAIFNNTTSS |  | SSNFLLTAFP |  | GLECAHVWIS |  | IPVCCLYTIA |  | LLGNSMIFLV |
| IITKRRLHKP |  | MYYFLSMLAA |  | VDLCLTITTL |  | PTVLGVLWFH |  | AREISFKACF |
| IQMFFVHAFS |  | LLESSVLVAM |  | AFDRFVAICN |  | PLNYATILTD |  | RMVLVIGLVI |
| CIRPAVFLLP |  | LLVAINTVSF |  | HGGHELSHPF |  | CYHPEVIKYT |  | YSKPWISSFW |
| GLFLQLYLNG |  | TDVLFILFSY |  | VLILRTVLGI |  | VARKKQQKAL |  | STCVCHICAV |
| TIFYVPLISL |  | SLAHRLFHST |  | PRVLCSTLAN |  | IYLLLPPVLN |  | PIIYSLKTKT |
| IRQAMFQLLQ |  | SKGSWGFNVR |  | GLRGRWD    |  |            |  |            |

A: Аланін

C: Цистеїн

D: Аспарагінова кислота

E: Глутамінова кислота

F: Фенілаланін

G: Гліцин

H: Гістидин

I: Ізолейцин

K: Лізин

L: Лейцин

M: Метіонін

N: Аспарагін

P: Пролін

Q: Глутамін

R: Аргінін

S: Серин

T: Треонін

V: Валін

W: Триптофан

Кодований геном білок за функціями належить до рецепторів, g-білокспряжених рецепторів, білків внутрішньоклітинного сигналінгу. 
Локалізований у клітинній мембрані.